# Džingiskan
Džingiskan (mongolsko: Чингис Хаан), rojen kot Bordžigin Temüdžin  (mongolsko: Тэмүжин ali Тэмүүжин), * 1162, Henti, Mongolija, † 18. avgust 1227, ustanovitelj in veliki kan 
Mongolskega cesarstva, največjega strnjenega cesarstva v zgodovini. 
Na oblast je prišel z združitvijo in pokoritvijo številnih nomadskih plemen severovzhodne Azije. Po osamosvojitvi se je proglasil za velikega kana in začel z vojnimi pohodi proti Kara-Kitajskemu kanatu, Kavkazu, Horezmskemu cesarstvu in dinastijama Xi Xia in Jin ter osvojil velik del Srednje Azije in Kitajske.
Dve leti pred smrtjo je za svojega naslednika izbral sina Ögedeja, razdelil cesarstvo na kanate in jih podelil svojim sinovom in vnukom. Umrl je leta 1227 po uspešni vojni proti Tangutom. Pokopan je v neoznačenem grobu nekje v Mongoliji. Njegovi nasledniki so Mongolsko cesarstvo razširili preko velikega dela Evrazije. Pokorjene ali novoustanovljene vazalne države so obsegale celo sodobno Kitajsko, Korejo, Kavkaz, Srednjo Azijo, velik del vzhodne Evrope in Bližnji vzhod.
Njegove največje zasluge na civilnem področju so uvedba ujgurske pisave kot uradne pisave Mongolskega cesarstva, vzpodbujanje verske strpnosti in trgovanja s tujimi narodi in vzpostavitev pravnega reda z zakonikom Jasa. Današnji Mongoli ga obravnavajo kot očeta Mongolije.

## Mladost

### Poreklo
Temudžin je bil po očetovi strani v sorodu s Kabul kanom, Ambagaj kanom in Kutula kanom, ki je vodil mongolsko plemensko zvezo. Ko je dinastija Jin leta 1166 namesto Mongolov začela podpirati Tatare, so Tatari Kabul kana uničili in na čelu vodilnih mongolskih klanov se je pojavil Džingiskanov oče in poglavar Bordžiginov Jesugej. Za isti položaj se je potegoval tudi poglavar rivalskega plemena Tajčutov, ki je bil neposredni Ambagajev potomec. Ko so Tatari po letu 1161 postali premočni, jim je dinastija Jin odrekla podporo in začela podpirati Kereide. 

### Rojstvo
Zaradi pomanjkanja pisnih virov iz tistega obdobja je o Temudžinovem otroštvu zelo malo zanesljivih podatkov, viri, ki so na razpolago, pa si v mnogočem nasprotujejo. 
Rojen je bil leta 1162 v pogorju Burkan Kaldun v porečju Onona in Kerulena v Mongoliji, nedaleč od sedanje mongolske prestolnice Ulan Bator. Tajna zgodovina Mongolov pravi, da je ob rojstvu v pesti stiskal strdek krvi, kar je pomenilo, da bo postal  velik vladar. Bil je tretji sin nepomembnega plemenskega poglavarja Kijadov Jesugeja Bagaturja, ki je bil zaveznik kereidskega Ong kana.  Mati Hölun je bila iz plemena Olhonutov. Ime naj bi dobil po poglavarju tatarskega plemena, ki ga je Jesugej malo pred tem ujel. Njegovo ime namiguje, da bi lahko bil potomec družine kovačev. 
Bordžigini in Olhonuti, ki so bili veja plemena Ongiratov, so bili nomadi. Džingiskanovi predniki so bili plemenski poglavarji, zato je bil Džingiskan plemiškega porekla. Višji socialni položaj mu je olajšal iskanje zaveznikov in združevanje mongolskih plemen.
Noben Džingiskanov portret se ni ohranil in vse njegove ohranjene podobe so zgolj umetniške interpretacije. Perzijski zgodovinar Rašid al-Din je v svoji kroniki Džami al-Tavarik zapisal, da je bil Džingiskanov »sijajni« prednik visok, bradat, rdečelas in zelenook. Rašid al-Din opisuje tudi prvo srečanje Džingiskana s Kublajkanom, na katerem je bil Džingiskan presenečen, da Kublaj ni rdečelas. Isti zgodovinar piše tudi to, da pleme Bordžiginov pozna legendo o svojem poreklu: praprednika plemena sta bila Alan-ko in nek tujec, sijajen mož, ki je imel rdeče lase in modrozelene oči. Sodobni zgodovinar Paul Ratchnevsky omenja, da bi zaradi opisanih značilnosti lahko bil Kirgiz. Kakorkoli že, najbolj realna podoba, ki jo sprejema večina zgodovinarjev, je njegov portret v Narodnem muzeju v Taipeju na Tajvanu.

### Družina
Temudžin je imel brate Kasarja, Kadžijuna in Temügeja, sestro Temülin ter polbrata Bekterja in Belguteja. Njegovo otroštvo je bilo težko in podobno življenju drugih mongolskih nomadov. Ko je bil star devet let, ga je oče zaročil in ga poslal k družini njegove bodoče žene Börte, ki je bila iz istega plemena kot njegova mati. Temudžin je bil vse do dvanajstega leta, ko se je lahko poročil, v službi družinskega gospodarja Sansarja. Oče je medtem zbežal k sicer sovražnim Tatarom, ki so ga zastrupili s hrano. Ko je Temudžin izvedel za očetovo smrt,  se je vrnil domov in zahteval očetov položaj plemenskega kana. Očetovo pleme je njegovo zahtevo zavrnilo, ker je bil še otrok, in prepustilo Hölun in njene otroke samim sebi.
Hölun in njeni otroci so naslednjih nekaj let živeli v uboštvu in se preživljali predvsem z divjimi sadeži, svizci in drugimi malimi živalmi, ki so jih nalovili otroci.  Ne enem od lovov je Temudžin pri trinajstih letih v sporu za plen  ubil svojega polbrata Bekterja in si s tem utrdil položaj družinskega poglavarja. 
Drug pomemben dogodek se je zgodil leta 1182, ko so Temudžina ujeli očetovi bivši zavezniki in ga zasužnjili. Temudžinu je s pomočjo stražarja, očeta njegovega bodočega generala Čilauna, uspelo pobegniti. Novica o njegovem pobegu se je hitro razširila in močno povečala njegov ugled. Kmalu zatem sta se mu pridružila bodoča generala Dželme in Arslan, ki sta skupaj s Temudžinovimi brati ustvarila jedro bodoče Džingiskanove armade.
Mongoli v tistem času niso bili povezani v nobeno plemensko zvezo in so svoja kratkotrajna zavezništva utrjevali predvsem s porokami. Temudžin je zato odraščal v okolju stalnih plemenskih vojn, tatvin, roparskih pohodov, korupcije in maščevanja, v katero so se stalno vmešavali tujci, predvsem kitajske dinastije z juga. Temudžin je spoznal, da v tako nestabilni politični klimi potrebuje predvsem zanesljive vojaške zaveznike. 
Pri približno šestnajstih letih se je poročil z zaročenko Börte in s tem utrdil zvezo z njenim  plemenom Ongiratov. Z Börte je imel štiri sinove: Džočija (1185–1226), Čagataja (1187—1241), Ögedeja (1189—1241) in Toluja (1190–1232). Več otrok je imel tudi z drugimi ženami, vendar ti otroci niso mogli biti njegovi nasledniki. O njegovih hčerkah ni nobenega podatka. 
Börte so kmalu po poroki ugrabili Merkiti in jo dali za ženo poglavarjevemu bratu Čilger Boku. Temudžin jo je s pomočjo prijatelja Džamuka in njegovega zaščitnika Ong kana iz plemena Kereidov rešil. Devet mesecev kasneje je rodila sina Džočija, kar je vneslo nekaj dvoma v njegovo očetovstvo. Börte je kljub špekulacijam ostala Temudžinova prva žena, čeprav se je kasneje skladno z mongolsko tradicijo še večkrat poročil.

### Vera
Džingiskan je bil verjetno šamanist ali tengrist, tako kot večina pripadnikov mongolsko-turških plemen v Srednji Aziji. Bil je zelo versko strpen in se je pri krščanskih misijonarjih, muslimanskih trgovcih in taoističnemu menihu Qiu Čuju pogosto seznanjal z njihovo vero, filozofijo in moralo.

## Združitev mongolskih plemen
Srednjeazijska planota severno od Kitajske je bila v zgodnjih 1200. letih razdeljena na več plemenskih zvez, med katerimi so bili najpomembnejši Najmani, Merkiti, Ujguri, Tatari, Mongoli in Kereidi. Vsa plemena so bila prepričana v svoje pravice, zato so si bila pogosto sovražna, kar se je odražalo v stalnih vojnih pohodih, ropanju in maščevanju. 
Temudžinov vzpon na oblast se je začel s ponudbo zavezništva (nekateri viri trdijo, da vazalstva) očetovemu krvnemu bratu, kereidskemu kanu Togrilu, ki je bolj znan kot Ong kan ali Vang kan. Nova zveza se je prvič uveljavila med Börtinim ujetništvom pri Merkitih, ko je Temudžin prosil za pomoč prav Togrila. Togril je svojemu novemu zavezniku ponudil 20.000 kereidskih vojščakov in mu svetoval, naj prosi za pomoč tudi svojega prijatelja iz otroštva Džamuka, ki je medtem postal vladar (kan) plemena Džadaranov. Pohod proti Merkitom se je končal z njihovim popolnim porazom in rešitvijo Börte, Temudžinov uspeh pa je po drugi strani načel njegovo prijateljstvo z Džamuko.
Glavni nasprotniki Mongolov okrog leta 1200 so bili Najmani na zahodu, Merkiti na severu, Tanguti na jugu ter Jini in Tatari na vzhodu. Temudžin in njegovi privrženci in  svetovalci so do leta 1190 združili samo manjša mongolska plemena. Pri vodenju vojn in podjarmljanju rivalskih plemen je Temudžin prekinil mongolsko tradicijo podeljevanja položajev po družinskih zvezah in jih začel podeljevati po zaslugah in lojalnosti. V zameno za absolutno  poslušnost in podrejanje zakoniku Jasa, ki ga je sam napisal, je civilistom in vojakom obljubil del bodočega vojnega plena.
Pokorjena plemena je vzel pod svojo zaščito, njihove vojake pa vključil v svojo vojsko. S takšnimi političnimi inovacijami je med pokorjenimi plemeni dosegel veliko lojalnost in vedno večjo moč.
Togrilov sin Sengum je zaradi naraščajoče Temudžinove moči in Togrilove naklonjenosti postal ljubosumen in ga je sklenil ubiti, Togril pa ga je kljub simpatijam do Temudžina pri tem podprl. Ko je Temudžin izvedel za Sengumove načrte, ga je napadel ter njega in njegove zaveznike porazil. Prijateljstvo med Togrilom in Temudžinom se je prekinilo in Togril je kasneje zavrnil Temudžinovo prošnjo, da bi dal svojo hčerko za ženo njegovemu najstarejšemu sinu Džočiju. Njegova zavrnitev je bila znak nespoštovanja in je povzročila popoln razkol in začetek vojne. Togril se je povezal s Temudžinovim nasprotnikom Džamuko, zaradi nesporazmov med njima in prebega številnih njunih zaveznikov k Temudžinu pa je povzročil Tugrilov poraz. Džamuka je med spopadom pobegnil z bojišča. Spopad je pomenil tudi začetek padca in asimilacije plemena Kereidov. 
Naslednji Temudžinovi neposredni sovražniki so bili Najmani, h katerim se je zatekel pobegli Džamuka. Najmani se niso vdali, čeprav se je jih je velik del prostovoljno priključil Temudžinu. Na kurultaju leta 1201 so Džamuko izvolili za »vladarja sveta« in mu dali naslov gur kan, ki so ga sicer uporabljali cesarji Kara-kitanskega kanata. Podelitev naslova je povzročila dokončen razkol in Džamuka je organiziral koalicijo Temudžinu sovražnih plemen. Pred odločilnim vojaškim spopadom je več generalov prestopilo k Temudžinu, med njimi tudi Subedej. Po več bitkah so leta 1206 Džamuko njegovi vojaki vrgli z oblasti in ga izročili Temudžinu. 
Tajna zgodovina Mongolov pravi, da mu je Temudžin ponudil prijateljstvo in ga povabil na svojo stran, njegove izdajalce pa je dal ubiti. Džamuka je ponudbo zavrnil, češ da na nebu lahko sije samo eno Sonce in prosil za dostojno smrt. Dostojna smrt je po mongolski tradiciji pomenila smrt brez prelivanja krvi, v praksi pa je to pomenilo, da so žrtvi zlomili vrat. Džamuka je torej zase zahteval hitro smrt, čeprav je bil znan po tem, da je sovražne generale žive skuhal. Merkite, ki so se po porazu pridružili Najmanom, je porazil Subedej, ki je bil najprej pripadnik Temudžinove osebne straže, kasneje pa uspešen general.  Po porazu Merkitov je Temudžin postal edini vladar mongolskih step, ker so se vsa pomembnejša plemena s silo ali prostovoljno združila v njegovo Mongolsko zvezo. 
Pripovedi o Džingiskanomemu življenju so polne spopadov, izdajstev, zarot in razprtij s starimi zavezniki, na primer z Džamuko, ki je tudi hotel postati vladar mongolskih plemen, Togrilom, ki je bil očetov zaveznik, in sinom Džočijem. Probleme je imel tudi z najpomembnejšimi šamani, ki so ga poskušali spreti s sicer zvestim bratom Kasarjem. Njegova vojaška strategija je temeljila na zbiranju pomembnih podatkov in razumevanju nasprotnika, zato je bila njegova razvejana poštna mreža jam istočasno tudi obsežna vohunska mreža. Bil je tudi zelo dojemljiv za nove ideje in tehnologije, s katerimi se je srečal.  Oblegovalne tehnike, na primer, se je hitro in zelo temeljito naučil od Kitajcev.
Rezultat vsega tega je bil, da je do leta 1206 združil ali pokoril Merkite, Najmane, Mongole, Kereide, Tatare in Ujgure ter več drugih manjših plemen, ki so od takrat naprej znana kot Mongoli. Poglavarji združenih mongolskih plemen so ga na kurultaju leta 1206 izvolili za svojega vladarja – kana in ga preimenovali v Džingiskana. Naslov kagana je dobil posmrtno. Naslov kagana si je prvi nadel njegov sin in naslednik Ögedej in ga nato podelil tudi svojemu očetu. Istočasno ga je razglasil za ustanovitelja dinastije Yuan. 
Združitev mongolskih plemen je pomenila vzpostavitev miru ter začetek njihove politične in vojaške enotnosti.

## Osvajanja

### Tangutsko cesarstvo
Leta 1206 je Džingiskanovo ozemlje in ozemlje njegovih zaveznikov na zahodu mejilo na Tangutsko cesarstvo, bolj znano kot Xi Xia ali Zahodna Xia, na jugu in vzhodu pa na Dinastijo Jin. Dinastijo Jin so ustanovili mandžurski Džurčeni, ki so vladali severni Kitajski in bili več stoletij vladarji mongolskih plemen.
Džingiskan je po prihodu na oblast najprej organiziral svojo vojsko in državo, potem pa se je začel pripravljati na vojno s Tangutskim cesarstvom, ki je bilo najbližje. Bil je prepričan, da napadenim Tangutom mnogo močnejša dinastija Jin ne bo prišla na pomoč, kar se je tudi zgodilo. Na začetku pohoda je imel nekaj težav z obleganjem utrjenih mest, leta 1209 pa se je cesarstvo kljub temu vdalo.

### Dinastija Jin
Po porazu Zahodne Xie je Džingiskan leta 1211 sklenil napasti Dinastijo Jin. Poveljnik jinske vojske je naredil taktično napako, da ni takoj napadel Mongolov. Namesto tega je Mongolom poslal  glasnika Ming-Tana, ki je zatem dezertiral in obvestil Mongole, da jih na drugi strani prelaza čaka jinska vojska. V bitki na prelazu so Mongoli premagali Jine in pobili več tisoč njihovih vojakov. Džingiskan je leta 1215 oblegal, osvojil in nato pobil prebivalce glavnega mesta Yanjing, kasnejšega Pekinga. Cesar Xuanzong je pobegnil v svojo novo prestolnico Kaifeng in severno polovico svojega kraljestva prepustil Mongolom. 

### Kara-Kitajski kanat
Kučlug, odstavljeni kan Najmanov, je po porazu z Džingiskanom pobegnil na zahod in prevzel (uzurpiral) oblast v Kara-Kitaju (Kara-Kitanu). Džingiskan je zato sklenil osvojiti Kara-Kitajski kanat in vreči Kučluga z oblasti. Mongolska vojska je bila zaradi desetletne neprekinjene vojne z dinastijama Xia in Jin izčrpana, zato je proti Kučlugu lahko poslal samo dva tumena, se pravi okrog 20.000 vojakov. Vojski je poveljeval mladi general Džebe (Puščica).
Mongoli so bili zaradi tako majhne vojske prisiljeni spremeniti svojo strategijo. Kučlugove  privržence so začeli hujskati k uporu, tako da je kanat postal bolj ranljiv za mongolski napad. Končni rezultat je bil Kučlugov poraz v bitki zahodno od Kašgarja na skrajnem zahodu današnje Kitajske. Kučlug je ponovno pobegnil, vendar so ga ujeli in usmrtili. Leta 1218 se je Kara-Kitajski kanat dokončno vdal in Mongolsko cesarstvo je razširilo svoje ozemlje vse do Balhaškega jezera na meji s Horezmskim cesarstvom, muslimansko državo, ki se je raztezala od Kaspijskega jezera na zahodu do Perzijskega zaliva na jugu. 

### Horezmsko cesarstvo
Na začetku 13. stoletja je v Horezmskem cesarstvu vladal šah Mohamed Ala ad-Din. Džingiskan je na Horezm gledal kot na možnega trgovskega partnerja ob Svilni cesti in je za začetek tja poslal karavano 500 mož, ki naj bi s cesarstvom navezali uradne trgovske vezi. Guverner horezmskega mesta Otrar Inalčuk je karavano napadel, češ da so v njej vohuni, ki kujejo zaroto proti Horezmu. Stanje se je še poslabšalo, ker guverner ni hotel plačati odškodnine in izročiti krivcev. Džingiskan je zatem poslal skupino treh odposlancev, dva Mongola in muslimana. Šah je vse tri odposlance obril, muslimana obglavil, ostala dva pa poslal z njegovo glavo nazaj v Mongolijo. Džingiskan je njegovo dejanje imel za globoko žalitev in predrznost ter je začel načrtovati vojni pohod proti Horezmu, ki je bil eden od njegovih največjih vojnih pohodov. 
Zbral je vojsko dvajsetih tumenov, se pravi okrog 200.000 mož, najsposobnejše generale in nekaj svojih sinov. Pred odhodom v Horezm je za svojega naslednika pred zbrano vojsko imenoval tretjega sina Ögedeja in določil, da so naslednji veliki kani lahko samo njegovi neposredni potomci. Za vrhovnega poveljnika vseh mongolskih oboroženih sil, ki jih je pustil na Kitajskem, je imenoval svojega zvestega generala Mukalija. 
Mongolska vojska je preko gorovja Tjenšan vkorakala na horezmsko ozemlje. Ko je Džingiskan zbral dovolj podatkov o nasprotniku, je vojsko razdelil na tri skupine. Prvo skupino, ki je odšla proti severovzhodu, je vodil sin Džoči. Druga skupina, ki je pod poveljstvom generala Džebeja skrivoma odšla proti jugovzhodu, bi morala skupaj s prvo skupino v obliki klešč obkoliti Samarkand. Tretja skupina pod poveljstvom Džingiskana in sina Toluja je odšla proti severozahodu. 
Šahova vojska je bila razpršena na raznih poizvedovalnih pohodih in na šahov ukaz razdeljena na manjše enote, zbrane v mestih. Razdrobitev vojske je bila odločilna za horezmski poraz, ker je omogočila Mongolom, da so jih kljub utrujenosti zaradi dolge poti brez težav porazili. Spopad z združeno vojsko bi imel verjetno precej drugačen izid. Mongoli so zaradi boljše strategije in taktike hitro osvojili Otrar. Džingiskan je po osvojitvi mesta dal usmrtiti mnogo prebivalcev, Inalčuku pa so iz maščevanja v ušesa in oči nalili raztaljeno srebro. Šah je proti koncu bitke pobegnil. Džingiskan je za njim poslal Subedeja in Džebeta z dvajset tisoč vojaki in jima dal na razpolago dve leti časa, da ga ujameta. Šah je v nepojasnjenih okoliščinah kmalu zatem umrl. Po padcu glavnega mesta Samarkanda so prestolnico preselili v Buharo.
Mongolska osvajanja so bila brutalna. Džingiskan je dvema svojima generaloma ukazal, da popolnoma uničita vse sledove Horezmskega cesarstva in generala nista uničila samo cesarskih palač, ampak cela mesta ter obširne pašnike in polja. Zgodbe pravijo, da je Džingiskan celo preusmeril tok manjše reke in jo speljal v šahov rojstni kraj, da bi ga zbrisal z zemeljske površine. 
Mohamed Ala ad-Dinov naslednik, šah Džalal Al-Din, ki je imel podporo bližnjih mest in se je v očetovi vojski večkrat bojeval z Mongoli, je zaradi notranjih sporov doživel še en uničujoč poraz. Po porazu je  pobegniti iz Buhare, kar je pomenilo konec Horezmskega cesarstva. 

### Gruzija in Volška Bolgarija
Po zlomu Horezmskega cesarstva leta 1220 je Džingiskan zbral svojo vojsko v Perziji in Armeniji, da bi se nato vrnila v Mongolijo. Vojsko je po Subedejevem nasvetu razdelil v dve koloni. Glavnina pod Džingiskanovim poveljstvom se je vračala skozi Afganistan in severno Indijo, dva tumena z 20.000 vojaki pod Džebetovim in Subedejevim poveljstvom pa preko Kavkaza in Rusije. Druga kolona je prodrla globoko v Armenijo in Azerbajdžan, opustošila Gruzijo, oplenila genovsko trgovsko postojanko in utrdbo Teodozijo na polotoku Krimu in prezimila ob Črnem morju.
Na poti domov je Subedejeva vojska nameravala napasti Kipčake, vendar jih je pred tem prestregla združena in slabo koordinirana vojska 80.000 vojakov iz Kijevske Rusije pod poveljstvom Mstislava Mstislaviča Hališkega in Mstislava III. Kijevskega. Subedej je h knezoma poslal odposlance in zaprosil za separatni mir. Kneza sta prošnjo zavrnila in odposlance pobila. Sledila je bitka pri Kalki, v kateri so Mongoli mnogo močnejšo kijevsko vojsko porazili, zatem pa sami doživeli poraz z Volškimi Bolgari v bitki pri Kerneku na zavoju Samare. Ruski knezi so po porazu zaprosili za mir. Subedej je njihovi prošnji ustregel, s knezi pa ni imel milosti in jih je po mongolski navadi kot plemiče obsodil na smrt brez prelivanja krvi. Subedej je dal zgraditi veliko leseno ploščad, na kateri je obedoval s svojimi generali. Šest ruskih knezov, med njimi tudi Mstislava III. Kijevskega, so položili pod ploščad in jih poteptali.  
Džingiskan je od ujetnikov izvedel za obsežne pašnike onkraj bolgarskega ozemlja, ki bi lahko bili dobro izhodišče za napad na Ogrsko in Evropo. Džingiskan je zato poklical Subedeja v Mongolijo, Džebe pa je na poti v Samarkand umrl. 
Subedej in Džebe sta s svojo konjenico obkrožila celo Kaspijsko jezero in na poti porazila vse vojske, razen Volških Bolgarov, kar je bil v tistih časih podvig brez primere. Novice o mongolskih zmagah so kmalu prišle tudi v Evropo. 
Subedejev in Džebetov vojni pohod sta bila predvsem poizvedovalna pohoda, katerih namen je bil dobiti občutek o političnih in kulturnih razmerah v teh regijah. Leta 1225 sta se obe vojski vrnili v Mongolijo. Rezultat pohoda proti zahodu je bila priključitev Transoksanije in Irana k že dotlej zelo obsežnemu Mongolskemu cesarstvu in uničenje vsega, kar se je upiralo. Mongoli iz Zlate horde pod poveljstvom Džingiskanovega vnuka Batu kana so se čez kakšnih deset let vrnili in leta 1237 osvojili Volško Bolgarijo in Kijevsko Rusijo. Njegov vojni pohod se je končal leta 1240.

### Zahodna Xia in dinastija Jin
Vazalni cesar Tangutskega cesarstva - Zahodne Xie je pred mongolskim pohodom v Horezm zavrnil sodelovanje v pohodu in mongolska vojska je odšla na pohod brez njegovih vojakov. Cesar je poleg tega sklenil zavezništvo s poraženo dinastijo Jin in računal, da se Mongoli po odhodu njihove vojske na zahod temu ne bodo mogli učinkovito upirati.  
Džingiskam je zato takoj po vrnitvi njegove vojske z zahoda leta 1226 sprožil povračilni napad na Tangute. Njegova vojska je kmalu zasedla zavzela Heisui, Ganzhou in Suzhou, v jeseni pa še  Xiliang-fu. Eden od tangutskih generalov je izzval Mongole v odkrit spopad blizu Helanshana, vendar je bil poražen. Jeseni je Džingiskan začel oblegati  Lingzhou, prekoračil Rumeno reko in porazil tangutsko vojsko, ki je prihajala na pomoč v Lingzhou. Legenda pravi, da je Džingiskan pred bitko na nebu videl pet zvezd, postavljenih v vrsto, kar je imel za znamenje (omen) svoje zmage.  
Spomladi leta 1227 je džingiskanova vojska napadla in uničila tangutsko glavno mesto Ning Hia in na hitro osvojila province Xining, Xindu-fu in Deshun. V Deshunu se je general Ma Jianlong več dni silovito upiral mongolskim napadom in osebno vodil nekaj izpadom pred mestna vrata, vendar je zaradi ran, ki jih je dobil v bitki, kasneje umrl. Džingiskan je po osvojitvi Deshuna odšel v Liupanshan v provinci Gansu, da bi se izognil poletni vročini. Novi tangutski cesar se je Mongolom vdal in kmalu za njim so se vdali še ostali Tanguti. Njihovo izdajstvo in upor se je končal s pobojem cele cesarske družine in tangutska dinastija je dokončno izginila.

## Nasledstvo
Džingiskan je imel pri izbiri svojega naslednika precej težko nalogo. Ena od težav je bilo sporno očetovstvo najstarejšega sina Džočija, kar je še posebej poudarjal drugi sin Čagataj. Tajna zgodovina Mongolov pravi, da je Čagataj tik pred invazijo na Horezmsko cesarstvo pred očetom in brati izjavil, da Džočija nikoli ne bo priznal za Džingiskanovega naslednika. Njegova izjava je bila verjetno ključnega pomena, da je bil za Džingiskanovega naslednika izbran  Ögedej.

### Džoči
Džoči je umrl leta 1226 ali v začetku leta 1227, ko je bil Džingiskan še živ. Nekateri poznavalci, predvsem Ratchnevsky, omenjajo možnost, da je bil na Džingiskanov ukaz skrivoma zastrupljen. 
Rašid al-Din poroča, da je Džingiskan spomladi leta 1223 poslal po svoje sinove. Vsi sinovi so se na njegov poziv odzvali, Džoči pa se zanj ni zmenil in je ostal v Horasanu. 
Jurzjani pravi, da je bilo nesoglasje posledica spora med Džočijem in brati med obleganjem Urgenča. Džoči je poskušal preprečiti popolno uničenje Urgenča, ker je bil na ozemlju, ki je bilo del njegovega fevda. Svojo zgodbo zaključuje z očitno ponarejeno Džočijevo izjavo: "Džingiskan je blazen, da je pobil toliko ljudi in opustošil toliko držav. Naredil bi dobro delo, če bi svojega očeta na lovu ubil, sklenil zavezništvo s sultanom Mohamedom, vrnil v to deželo življenje in ponudil pomoč in podporo muslimanom." Jurzjani trdi, da je bila ravno ta izjava glavni razlog za njegovo zastrupitev. Glede na to, da je sultan Mohamed leta 1223 že umrl, je točnost njegove trditve vprašljiva.
Džingiskan se je zavedal trenj med svojimi sinovi, predvsem med Čagatajem in Džočijem, in se je bal možnih sporov med njimi po svoji smrti. Zato se je odločil, da svoje cesarstvo še pred smrtjo nedvoumno razdeli mednje, jih proglasi za kane na njihovih ozemljih in enega od njih proglasi za svojega naslednika. 
Čagataja je imel zaradi njegovega temperamentnega in zaletavega obnašanja in že omenjene izjave za neprimernega. Najmlajši sin Toluj zaradi svoje mladosti sploh ni prišel v poštev, ker Mongoli po tradiciji najmlajšim sinovom ravno zaradi njihove mladosti niso nalagali velikih odgovornosti. Če bi za naslednika izbral Džočija, bi bile posledice približno enake, kot če bi izbral Čagataja in cesarstvo bi zelo verjetno razpadlo. Džingiskan je zato prestol zapustil sinu Ögedeju, ki je bil zanesljiv, relativno stabilen in nevtralen kandidat in bi znal zgladiti spore med svojimi brati.

## Smrt in pogreb
Tajna zgodovina Mongolov pravi, da je Džingiskan po porazu Tangutov leta 1227 umrl. Vzrok njegove smrti ni povsem jasen in poln špekulacij. Med možnimi vzroki se omenjajo padec s konja, posledice starih ran, tangutsko  prekletstvo, starost, bolezen in izčrpanost. Galicijsko-volinjska kronika trdi, da je bil ubit v bitki s Tanguti. Kasnejše mongolske kronike povezujejo njegovo smrt s tangutsko princeso, ki jo je vzel kot vojni plen. Ena od kronik iz 17. stoletja pravi celo to, da je imela princesa v vagini skrite majhne klešče, s katerimi je do smrti ranila Džingiskana. Mnogi mongolski avtorji so dvomili v to verzijo njegove smrti in sumili, da so si jo izmislili rivalski Oiradi.
Džingiskan je zahteval, naj ga pokopljejo v neoznačen grob, skladno z običaji njegovega plemena. Njegovo truplo so odpeljali v Mongolijo, domnevno v njegov rojstni kraj v provinci Henti, in ga pokopali ob reki Onon v pogorju Burkan Kaldun. Legenda pravi, da je pogrebna povorka pobila vse ljudi, na katere je naletela, potem pa še večino udeležencev povorke, da bi čim bolj zakrila sled za njegovim grobom. Mnogo let po njegovi smrti so v njegov spomin zgradili Džingiskanov mavzolej, ki pa ne stoji na njegovem grobu.
Mongolsko ustno izročilo pravi, da preko njegovega groba zdaj teče reka, ki je spremenila svoj tok, tako da ga je nemogoče odkriti. Na enak način pogreba naletimo pri sumerskem kralju Gilgamešu iz Uruka in hunskemu poglavarju Atili. Druge pripovedke pravijo, da so njegov grob steptali konji, potem pa so na tem mestu posadili drevesa. K skrivanju groba je nekaj doprinesel tudi permafrost. 
6. oktobra 2004 so med skupnimi mongolsko-japonskimi arheološkimi izkopavanji odkrili ostanke zgradbe, za katero menijo, da je bila Džingiskanova cesarska palača. Odkritje palače je povečalo verjetnost odkritja izgubljenega in dolgo iskanega Džingiskanovega groba.
Džingiskan je zapustil vojsko več kot 129.000 mož. 28.000 mož so dobili njegovi bratje in sinovi. Najmlajši sin Tuluj je nasledil več kot 100.000 mož, med katerimi je bila glavnina elitne mongolske konjenice. Toluj je po mongolski tradiciji kot najmlajši sin nasledil tudi očetovo lastnino. Čagataj, Ögedej in Kulanin sin Geledžijan so dobili po 4.000 mož, njegova mati in potomci njegovih treh bratov pa po 3.000 mož.

## Mongolsko cesarstvo

### Politika in gospodarstvo
Mongolsko cesarstvo je bilo etnično in kulturno najbolj raznoliko cesarstvo v človeški zgodovini. Večina nomadskega prebivalstva se je v vojaškem in civilnem življenju prištevala k Mongolom, čeprav so bili po nacionalnosti morda Turki ali pripadniki katere druge nacionalnosti. V cesarstvu je veljal civilni in vojaški pravni red, predpisan z Džingiskanovim zakonikom Jasa.  V državni upravi in vojski so bile bolj kot nacionalna in verska pripadnost pomembne sposobnost in zasluge. Izjema so bili Džingiskan in njegova družina.
Na vero so gledali kot na povsem osebno stvar, ki ni predmet zakona in vmešavanja, zato je bila v cesarstvu velika verska strpnost in svoboda. Malo pred prihodom Džingiskana na oblast se je njegov pokrovitelj  in kasneje nasprotnik Togril (Ong kan) spreobrnil v nestorijansko krščanstvo, sicer pa so mongolska plemena prakticirala tudi budizem, islam, šamanizem in krščanstvo. Verske osebnosti in delno tudi učitelji in zdravniki so bili oproščeni plačevanja davkov. 
Sodobni mongolski zgodovinarji trdijo, da je Džingiskan proti koncu svojega življenja poskušal ustvariti civilno državo, v kateri bi veljala Velika Jasa. V državi bi bili pred zakonom vsi enaki, tudi ženske. Za takšno trditev, pa tudi za diskriminatorno politiko do stalno naseljenih prebivalcev, na primer Kitajcev,  ni nobenega trdnega dokaza. Ženske so v cesarstvu in v družini igrale relativno pomembno vlogo. Töregene katun, na primer, je bila nekaj časa celo cesarica Mongolskega cesarstva. Sodobni strokovnjaki se strinajo, da je cesarstvo vodilo politiko, ki je vzpodbujala trgovino in komunikacije in je znana pod imenom Pax Mongolica ali Mongolski mir. 
Džingiskan se je zavedal, da za upravljanje osvojenih mest in držav ter državno upravo potrebuje sposobne ljudi, ki jih med nomadskimi Mongoli brez tovrstnih izkušenj ni mogel najti. Za svojega svetovalca in vodjo državne uprave je zato vzel kitanskega kneza in vojnega ujetnika Yelü Chucaja, ki je to delo pred tem opravljal za dinastijo Jin. Chucai  je upravljal del Mongolskega cesarstva in postal zaupnik tudi Džingiskanovega naslednika  Ögedeja.

### Vojska
Džingiskan je popolnoma zaupal svojim generalom, predvsem Mukaliju, Džebetu in Subedeju. Imenoval jih je za svoje svetovalce in jim podelil privilegije, ki so bili sicer rezervirani samo za Džingiskanove družinske člane. Dovolil jim je, da se na vojnih pohodih daleč od Mongolije odločajo povsem samostojno in od njih zahteval neomajno zvestobo. General Mukali, na primer, je poveljeval mongolski vojski proti dinastiji Jin, medtem ko je bil Džingiskan v Srednji Aziji, Subedej in Džebe pa sta bila povsem samostojna na velikem pohodu v Zakavkazje in Kijevsko Rusijo. 
Mongolska vojska je bila zelo uspešna tudi pri obleganju mest. Mesta so odrezali od virov hrane in vode in pred svojo vojsko postavili nasprotnikove vojne ujetnike. Oblegovalno tehniko in stroje so povzeli od pokorjenih narodov. Inženirske enote, v katerih so bili predvsem muslimani in Kitajci, so stalno spremljale mongolsko konjenico. Druga ustaljena taktika mongolske vojske je bil navidezen umik, ki je pretrgal sovražne formacije in zvabila manjše vojaške enote od njihove glavnine. Odcepljene enote so običajno napadli iz zasede in jih potolkli  in se zatem obrnili v protinapad. 
Drugo pomembno vlogo v mongolski vojaški organizaciji je igral komunikacijski in oskrbovalni sistem cest jam, ki so ga organizirali in zgradili po kitajskih vzorih. Džingiskan je posebno pozornost posvečal hitrosti zbiranja vojaških enot in komunikacij med njimi, zato je bil proti koncu njegovega življenja  sistem jam vzpostavljen po skoraj celem Mongolskem cesarstvu. 
Vojaške enote so bile organizirane po desetiškem sistemu v enote po deset, sto, tisoč in deset tisoč vojaki (tuman). K opremi konjenika je spadal usnjen oklep, železna čelada, trije loki s tremi tuli in 75 cm dolgimi puščicami, majhna pila za ostrenje puščic in enorezno bodalo.

### Kanati
Džingiskan je pred smrtjo svoje cesarstvo razdelil med svoje sinove Džočija, Čagataja, Ögedeja in Tuluja. Džoči je kmalu zatem umrl, zato sta si njegovo ozemlje razdelila sinova Batu in Orda. Sinovi so postali kani, podrejeni velikemu kanu. Za prvega velikega kana je bil izvoljen Ögedej. 
Po Džingiskanovi smrti je bilo ozemlja Mongolskega cesarstva razdeljeno na naslednji kanate:
- Cesarstvo velikega kana; Ögedej je dobil večino vzhodne Azije, vključno s Kitajsko, katere ozemlje je kasneje pripadlo Kublajkanu oziroma dinastiji Yuan.
- Mongolija z glavnim mestom Karakorum; Toluj je kot najmlajši sin po mongolski tradiciji dobil manjše ozemlje blizu Mongolije.
- Čagatajski kanat je dobil Džingskanov drugi sin in je obsegal Srednjo Azijo in severni Iran.
- Modra horda (Batu kan) in Bela horda (Orda kan), ki sta se kasneje pod Toktamišem združili v Kipčaški kanat ali Zlato hordo. Džingiskanov najstarejši sin Džoči je dobil najbolj oddaljeno ozemlje Rusije in Rutenije, ki je obsegala del sodobne Rusije, Ukrajino, Belorusijo, del Slovaške in ozek pas Poljske. Batu kan je kasneje napadel Rusijo, Ogrsko in Poljsko, potem pa se je moral zaradi Ögedejeve smrti vrniti v Mongolijo.

### Obdobje po Džingiskanovi smrti
Med ljudmi prevladuje mnenje, da je celotno ozemlje Mongolskega cesarstva osvojil Džingiskan, kar seveda ne drži. V času njegove smrti se je Mongolsko cesarstvo raztezalo od Kaspijskega jezera do Japonskega morja in se potem širilo še naslednjo generacijo po njegovi smrti leta 1227. Svoje največji obseg je doseglo med Ögedejevim vladanjem, ko je mongolska vojska osvojila še Perzijo, ostanke dinastije Xia, ostanke Horezmskega cesarstva in se spopadla s kitajsko dinastijo Song. Vojna s Songi se je končala leta 1279 z osvojitvijo celotnega kitajskega ozemlja. Meje cesarstva so se pomaknile tudi globoko v Rusijo in vzhodno Evropo. 

## Percepcije
Pogledi na Džingiskana so podobni pogledom na druge velike osvajalce in so odvisni predvsem od tega, ali je gledalec na zmagoviti ali na poraženi strani. V mnogih kulturah v različnih geografskih regijah se o njem piše zelo negativno, predvsem zaradi krutost in uničevalnosti njegove vojske, drugod pa se nanj gleda tudi s pozitivne strani. 

### Pozitivne
Džingiskan je po ustanovitvi enotnega Mongolskega cesarstva omogočil ponovno vzpostavitev Svilne ceste, ki je pospešila komunikacije in trgovino med krščansko Evropo, muslimansko Srednjo Azijo in budističnim Daljnim Vzhodom. 
Mnogi zgodovinarji trdijo, da je Džingiskan v svoje vladanje vpeljal določeno stopnjo meritokracije, bil strpen do vseh verstev in je svojo politiko jasno predočil vsem svojim vojakom. V večjem delu sodobne Turčije nanj gledajo kot na velikega vojaškega poveljnika  in po njem pogosto imenujejo svoje otroke.

#### Mongolija
V Mongoliji Džingiskana častijo že dolga stoletja ne samo Mongoli, ampak tudi druge etnične skupine, na primer Turki, predvsem zaradi povezav z mongolsko državo, njeno politično in gospodarsko organizacijo in njenimi vojaškimi uspehi. Iz njega so, predvsem Mongoli, naredili skoraj nadnaraven lik. 
V komunističnem obdobju se je pogosto prikazoval kot reakcionar, njegove pozitivne lastnosti pa so se običajno zamolčale. Leta 1962 so mu ob 800. obletnici rojstva v njegovem rojstnem kraju postavili spomenik in imeli konferenco, ki je povzročila val kritik iz Sovjetske zveze in razrešitev sekretarja centralnega komiteja vladajoče Mongolske ljudske revolucionarne stranke Tömör-Ochirja. Ko je v zgodnjih 1990. letih prišlo v Mongoliji do vzpostavitve demokracije, je spomin na Džingiskana in tradicionalno nacionalno identiteto ponovno oživel, delno tudi zaradi slabega mnenja, ki so ga imeli o njem v obdobju Mongolske ljudske republike. Postal je ena ključnih figur nacionalne identitete. Mongoli gledajo nanj pozitivno, predvsem zaradi združitve sprtih mongolskih plemen. Med Mongoli, predvsem med mlajšo generacijo, ni nič nenavadnega, če Mongolijo imenujejo  "Džingiskanova Mongolija", Mongole "Džingiskanovi otroci", Džingiskana pa "oče Mongolov". 

Njegovo ime in podoba se pojavljata na širikopotrošnih proizvodih, ulicah, zgradbah in drugod. Njegov obraz najdemo na nalepkah žganih pijač, pa tudi na bankovcih za 500, 1.000, 5.000 in 10.000 mongolskih tugrikov. Po njem se imenuje glavno mednarodno letališče v Ulan Batorju, pred parlamentom pa stoji njegov spomenik. Njegovo ime in lik so že večkrat poskušali zaščititi, da njegova podoba ne bi postala preveč vsakdanja in plitva.
Kakorkoli že, v Mongoliji danes nanj gledajo kot na ustanovitelja Mongolskega cesarstva, ki je osnova današnje mongolske države, in enega najprominentnejših mongolskih voditeljev.    
 Džingiskan je zaslužen, da so Mongoli izplavali iz anonimnosti in namesto nedefinirane skupnosti različnih plemen dobili politično in etnično identiteto. Utrdil je mnogo mongolskih običajev in zagotovil stabilnost in enotnost v času skorajda endemičnih medplemenskih vojn. Zaslužen je za uvedbo tradicionalne mongolske pisave in prvega mongolskega pisanega zakonika Jasa (Ikh Zasag). Veliko se govori in piše o njegovi krutosti. Mongoli o tem pravijo, da so zgodovinski zapisi nemongolskega porekla nepošteno uperjeni proti Džingiskanu, da je številčnost pokolov pretirana, njegova pozitivna vloga pa  podcenjena.

### Nevtralne

#### Kitajska
V Ljudski republiki Kitajski gledajo na Džingiskana različno. V Notranji Mongoliji, v kateri živi okrog pet milijonov Mongolov, kar je skoraj dvakrat več kot v Mongoliji, stoji več njegovih spomenikov in se po njem imenuje več javnih zgradb. 
Džingiskan ni osvojil cele Kitajske. To je uspelo šele njegovemu vnuku Kublajkanu, ustanovitelju dinastije Yuan, kateremu pogosto pripisujejo zasluge za združitev Kitajske v eno državo. Džingiskan se mnogokrat pojavlja tudi v umetnosti in literaturi, v kateri poudarjajo predvsem njegove vojaške sposobnosti in politični genij. Obdobje mongolske dinastije Yuan je imelo neizbrisne posledice za kitajsko politično in socialno strukturo naslednjih nekaj generacij. Na Džingiskana in njegove naslednike, ki so uspeli okupirati Kitajsko šele po 65 letih vojn, se še danes gleda z mešanimi občutki.

### Negativne
V Iraku in Iranu na Džingiskana še vedno gledajo kot na uničevalnega in genocidnega vojaškega mogočnika, ki je na Srednjem Vzhodu povzročil strahotno škodo in pokole prebivalstva. Podobno nanj gledajo v Afganistanu in drugih neturških muslimanskih državah. Izjema so Hazarejci iz osrednjega Afganistana, za katere trdijo, da so potomci vojakov velikega mongolskega garizona, ki je bil nastanjen v tej pokrajini. Osvojitve Bagdada, Samarkanda, Urgenča, Kijeva in Vladimira so se končale z masovnimi pokoli prebivalcev. Enako se je zgodilo v južnem delu pokrajine Kuzistan v Iranu, kjer so Mongoli pobili skoraj celotno prebivalstvo. Džingiskanov naslednik Hulegu kan je na podoben način uničil večino severnega Irana. Iranska ljudstva ga zato vzporejajo z Aleksandrom Velikim in Timur Lenkom in ga imajo ze enega najbolj preziranih osvajalcev Irana. V večjem delu Rusije, Srednjega Vzhoda, Koreje, Kitajske, Ukrajine, Poljske in Madžarske povezujejo Džingiskana in njegov režim z množičnimi poboji in uničevanjem.

## Nastanek imena in naslova
O izvoru imena Temüdžin obstoja mnogo teorij. Ker so prebivalci mongolske nacionalnosti njegovo ime povezovali z besedo čing, ki v mongolščini pomeni »moč«, je zmešnjava popolna, saj se beseda ne ujema z etimologijo.
Ena od teorij namiguje, da koren imena izhaja  iz  palatalizirane oblike mongolske in turške besede tenggis, ki pomeni "ocean", "oceanski" ali »zelo razsežen«. Za Mongole sta bila tenggis Bajkalsko jezero in morje. Če bi bila osnova Džingiskanovega imena resnično beseda tenggis, bi njegovo ime pisali kot Tenggis kan, kar seveda ni res. 
Njegovo ime bi lahko bilo nastalo tudi iz kitajske besede Zhèng, ki pomeni »pravi«, »pravičen« ali »resničen«. Iz besede Zhèng bi z mongolskim pridevniškim obrazilom –s nastala beseda Žengis, ki bi se v srednjeveški romanizirani obliki pisala kot Gengis. Njegovo ime se je v 13. stoletju v Mongoliji zelo verjetno izgovarjalo »Čingis«.
Tajna zgodovina Mongolov pravi, da je Temüdžin dobil ime po silnem tatarskem vojščaku, ki je bil ujetnik njegovega očeta  Jesügeja. Ime Temüdžin naj bi nastalo iz besede temür, ki pomeni »železo« (v sodobni mongolščini: төмөр, tömör). Ime bi lahko pomenilo tudi izkušenega kovača. Ker ni nobenega otipljivega dokaza, da bi imel Džingiskan kakršnokoli znanje in sloves kovača, bi njegovo ime lahko kazalo na to, da je bil eden od prednikov znan kovač. Zadnja interpretacija bi lahko pojasnila tudi imeni Temülin in Temüge, ki izhajajo iz istega korena.

#### Sodobna izgovarjava
Džingiskanovo ime se v sodobnih jezikih izgovarja zelo različno. V mongolščini se izgovarja Čingis haan, v kitajščini (pinjin) Chéngjísī Hán, v turščini Cengiz Han, Čengez Kan, Činggis Kan, Činggis Haan, Čingis Kan, Džengis Kan itd, v slovenščini pa Džingiskan in Džingis kan. 
Temüdžin se v poenostavljeni kitajščini piše 木真, v tradicionalni kitajščini 鐵木眞 (pinjin: Tiěmùzhēn).
Ko je Kublajkan leta 1271 ustanovil dinastijo Yuan, je svojega starega očeta Džingiskana vpisal v seznam vladarjev kot ustanovitelja dinastije z imenom Taizu (kitajsko: 太祖). Džingiskan se zato v kitajskem zgodovinopisju omenja tudi kot Yuan Taizu (kitajsko: 元太祖).

## Potomci
- Džoči; sinovi Urdu, Šebaj in Batu, ustanovitelj Zlate horde.
- Čagataj (tudi Čaataj in Džagataj), ustanovitelj Čagatajskega kanata; sin Buri.
- Ögedej (tudi Otkaj), veliki kan 1227-1241, vladar Mongolije in severne Kitajske; sinova Gujuk (veliki kan 1246–1248) in Kadan.
- Toluj, vladar vzhodne Mongolije; sinovi Kublaj, Mongke (veliki kan 1251–1259) in Hulegu, ustanovitelj Ilkanata v Perziji.

## Upodobitve v sodobni kulturi
Filmi
- Osvajalec (The Conqueror), posnet leta 1956; glavni vlogi: John Wayne (Temudžin), Susan Hayward (Börte).
- Džingiskan, posnet  leta 1965; glavna vloga: Omar Sharif.
- Džingiskan, posnet leta 1992; glavne vloge: Richard Tyson, Charlton Heston in Pat Morita.
- Džingiskan – Ponosni nebeški sin, mongolski film, posnet leta 1998.
- Džingiskan, znan tudi kot Potomec sivega volka, japonsko-mongolski film, posnet leta 2007.
- Mongol, film Sergeja Bodrova, posnet leta 2007; nominiran za Oskarja kot najboljši tuji film.

TV serije
- Džingiskan, posneta v Hongkongu leta 1987, glavna vloga Alex Man kot Džingiskan, 10 nadaljevanj
- Džingiskan, posneta v Hongkongu leta 1987, glavna vloga Anthony Lau Wing (劉永) kot Džingiskan, 20 nadalejvanj
- Džingiskan, posneta leta 2004, glavna vloga Ba Sen (巴森) kot Džingiskan, 30 nadaljevanj

Romani
- Conn Iggulden: Osvajalec (The Conqueror), serija romanov

Kratke zgodbe
- Douglas Adams in Graham Chapman: Džingiskanovo zasebno življenje (The Private Life of Genghis Khan)

## Družinsko drevo
|          |          |          |          |          |          |  |  | Jesugej Bagatar | Jesugej Bagatar | Jesugej Bagatar | Jesugej Bagatar | Jesugej Bagatar | Jesugej Bagatar |       |       |             |             |             |             |             |             |  |  | Hölun    | Hölun    | Hölun    | Hölun    | Hölun    | Hölun    |  |  |        |        |        |        |        |        |        |        |                       |                       |                       |                       |                       |                       |       |       |       |       |       |       |       |       |  |  |
|          |          |          |          |          |          |  |  | Jesugej Bagatar | Jesugej Bagatar | Jesugej Bagatar | Jesugej Bagatar | Jesugej Bagatar | Jesugej Bagatar |       |       |             |             |             |             |             |             |  |  | Hölun    | Hölun    | Hölun    | Hölun    | Hölun    | Hölun    |  |  |        |        |        |        |        |        |        |        |                       |                       |                       |                       |                       |                       |       |       |       |       |       |       |       |       |  |  |
|          |          |          |          |          |          |  |  |                 |                 |                 |                 |                 |                 |       |       |             |             |             |             |             |             |  |  |          |          |          |          |          |          |  |  |        |        |        |        |        |        |        |        |                       |                       |                       |                       |                       |                       |       |       |       |       |       |       |       |       |  |  |
|          |          |          |          |          |          |  |  |                 |                 |                 |                 |                 |                 |       |       |             |             |             |             |             |             |  |  |          |          |          |          |          |          |  |  |        |        |        |        |        |        |        |        |                       |                       |                       |                       |                       |                       |       |       |       |       |       |       |       |       |  |  |
| Belgutej | Belgutej | Belgutej | Belgutej | Belgutej | Belgutej |  |  | Bekter          | Bekter          | Bekter          | Bekter          | Bekter          | Bekter          |       |       | Džoči Kasar | Džoči Kasar | Džoči Kasar | Džoči Kasar | Džoči Kasar | Džoči Kasar |  |  | Kadžijun | Kadžijun | Kadžijun | Kadžijun | Kadžijun | Kadžijun |  |  | Temüge | Temüge | Temüge | Temüge | Temüge | Temüge |        |        | Temudžin (Džingiskan) | Temudžin (Džingiskan) | Temudžin (Džingiskan) | Temudžin (Džingiskan) | Temudžin (Džingiskan) | Temudžin (Džingiskan) |       |       | Börte | Börte | Börte | Börte | Börte | Börte |  |  |
| Belgutej | Belgutej | Belgutej | Belgutej | Belgutej | Belgutej |  |  | Bekter          | Bekter          | Bekter          | Bekter          | Bekter          | Bekter          |       |       | Džoči Kasar | Džoči Kasar | Džoči Kasar | Džoči Kasar | Džoči Kasar | Džoči Kasar |  |  | Kadžijun | Kadžijun | Kadžijun | Kadžijun | Kadžijun | Kadžijun |  |  | Temüge | Temüge | Temüge | Temüge | Temüge | Temüge |        |        | Temudžin (Džingiskan) | Temudžin (Džingiskan) | Temudžin (Džingiskan) | Temudžin (Džingiskan) | Temudžin (Džingiskan) | Temudžin (Džingiskan) |       |       | Börte | Börte | Börte | Börte | Börte | Börte |  |  |
|          |          |          |          |          |          |  |  |                 |                 |                 |                 |                 |                 |       |       |             |             |             |             |             |             |  |  |          |          |          |          |          |          |  |  |        |        |        |        |        |        |        |        |                       |                       |                       |                       |                       |                       |       |       |       |       |       |       |       |       |  |  |
|          |          |          |          |          |          |  |  |                 |                 |                 |                 |                 |                 |       |       |             |             |             |             |             |             |  |  |          |          |          |          |          |          |  |  |        |        |        |        |        |        |        |        |                       |                       |                       |                       |                       |                       |       |       |       |       |       |       |       |       |  |  |
|          |          |          |          |          |          |  |  |                 |                 |                 |                 |                 |                 | Džoči | Džoči | Džoči       | Džoči       | Džoči       | Džoči       |             |             |  |  | Čagataj  | Čagataj  | Čagataj  | Čagataj  | Čagataj  | Čagataj  |  |  |        |        |        |        | Ögedej | Ögedej | Ögedej | Ögedej | Ögedej                | Ögedej                |                       |                       |                       |                       | Toluj | Toluj | Toluj | Toluj | Toluj | Toluj |       |       |  |  |